# Independentismo valón

La bandera de Valonia, conocida popularmente como "el gallo atrevido", símbolo de identidad del pueblo valón.

El independentismo valón es una corriente del movimiento valón que propone la separación de Valonia de Bélgica.

## Historia
La corriente independentista es una de las más jóvenes dentro del seno del movimiento valón. El primer proyecto de independencia completa de Valonia nació durante la Segunda Guerra Mundial, en el seno de Rassemblement democratique et socialiste wallon (RDSW), grupo esencialmente feudal, formado a finales de 1942 que agrupaba a políticos y militares valones liberados y socialistas. El RDSW tenía como único objetivo crear un partido único de izquierdas -sin éxito- y ser un grupo de trabajo, donde trabajaron Fernand Schreurs y el socialista Fernand Dehousse, sobre el estado futuro de Valonia. El proyecto de independencia fue escrito en noviembre de 1943, después de la salida de los federalistas, bajo la forma de un proyecto de Constitución para una república valona.

## Partidos independentistas
- Rassemblement populaire wallon
- Front pour l’Indépendance de la Wallonie